# La Libertad (Colombia)
Para el periódico Diario La Libertad español, véase La Libertad.
La Libertad es un periódico colombiano con sede en Barranquilla, fundado en 1979 por Roberto Esper Rebaje. En la actualidad su directora y CEO es Luz Marina Esper Fayad.
El periódico también cuenta con su propia revista llamada La Libertad Deportiva, con un enfoque exclusivo y dirigido al campo deportivo y una sección especial denominada «crónica judicial», un informe que describe los sucesos más importantes en materia judicial a nivel local y nacional.
También cuenta con su propia red radial regional: Cadena Radial La Libertad, con su emisora matriz: Radio Libertad 600 AM "la potentísima", adicionalmente otras 4 emisoras más en Barranquilla (Emisoras Unidas 720 AM, Radio Tropical 1040 AM, Radio Aeropuerto 1160 AM, y Emisora 1220 AM), y la Emisora Fuentes de Cartagena 920 AM.

## Revistas
- Revista Deportiva.[5]
- Crónica Judicial.[5]